# Phnom Penh Crown Football Club
Phnom Penh Crown Football Club, conhecido simplesmente como Phnom Penh Crown (quemer: ត់ភ្នំពេញ ក្រោន), é um clube de futebol cambojano com sede em Phnom Penh. Disputa atualmente a primeira divisão nacional.

## História
Foi fundado em 2001 com o nome de Samart United. Já em 2002, conquistou o título da primeira divisão nacional. Em 2006, mudou seu nome para Phnom Penh United. Em 2007, fundiu-se com o Khmer Empire FC e mudou novamente de nome, desta vez para Phnom Penh Empire. E no ano seguinte mudou de nome para o nome atual.

## Estádio
Manda seus jogos no RSN Stadium, construído em 2015 e com capacidade para 6.000 espectadores.

## Títulos
- Campeonato Cambojano: 7 (2002, 2008, 2010, 2011, 2014, 2015 e 2021)

- Copa Hun Sen: 2 (2008 e 2009)